# دهستان لنگارود غربی
دهستان لنگارود غربی یکی از دهستان‌های شهرستان عباس‌آباد در استان مازندران کشور ایران است. این دهستان در بخش مرکزی شهرستان عباس‌آباد واقع شده و بر اساس سرشماری مرکز آمار ایران در سال ۱۳۹۵، جمعیت آن ۳۰۱۱ نفر (۹۹۳ خانوار) بوده‌است.